# Ольшана (Сумская область)
Ольша́на (укр. Вільшана) — село, Ольшанская сельская община, Роменский район, Сумская область, Украина.
Код КОАТУУ — 5923584401. Население по переписи 2001 года составляло 2235 человек .
Является административным центром Ольшанской сельской общины, в которую, кроме того, входят ещё 22 села.

## Географическое положение
Село Ольшана находится на левом берегу реки Сула в месте впадения в неё реки Ольшанка, выше по течению на расстоянии в 2,5 км расположено село Филоново, ниже по течению примыкает село Вехово. Примыкает село Рудка. Рядом проходит автомобильная дорога Н-07.

## История
- Село Ольшана известно с XVIII века (есть упоминания о слободе Ольшана в 1609 году [2]).
- На южной, северо-западной и северо-восточной околице села обнаружено поселение бронзового, раннего железного века и раннего средневековья, а напротив села, в дубовом лесу, – курганный могильник.
- В 1920-х годах село являлось админцентром Ольшанского района Сумского округа Харьковской губернии; район упразднён в ... году.

## Экономика
- Молочно-товарная ферма.
- «Ольшана», ЗАО.
- Недригайловский завод продовольственных товаров.
- «Ольшанские колбасы», ООО.

## Объекты социальной сферы
- Детский сад.
- Школа.
- Дом культуры.
- Аптека.

## Галерея

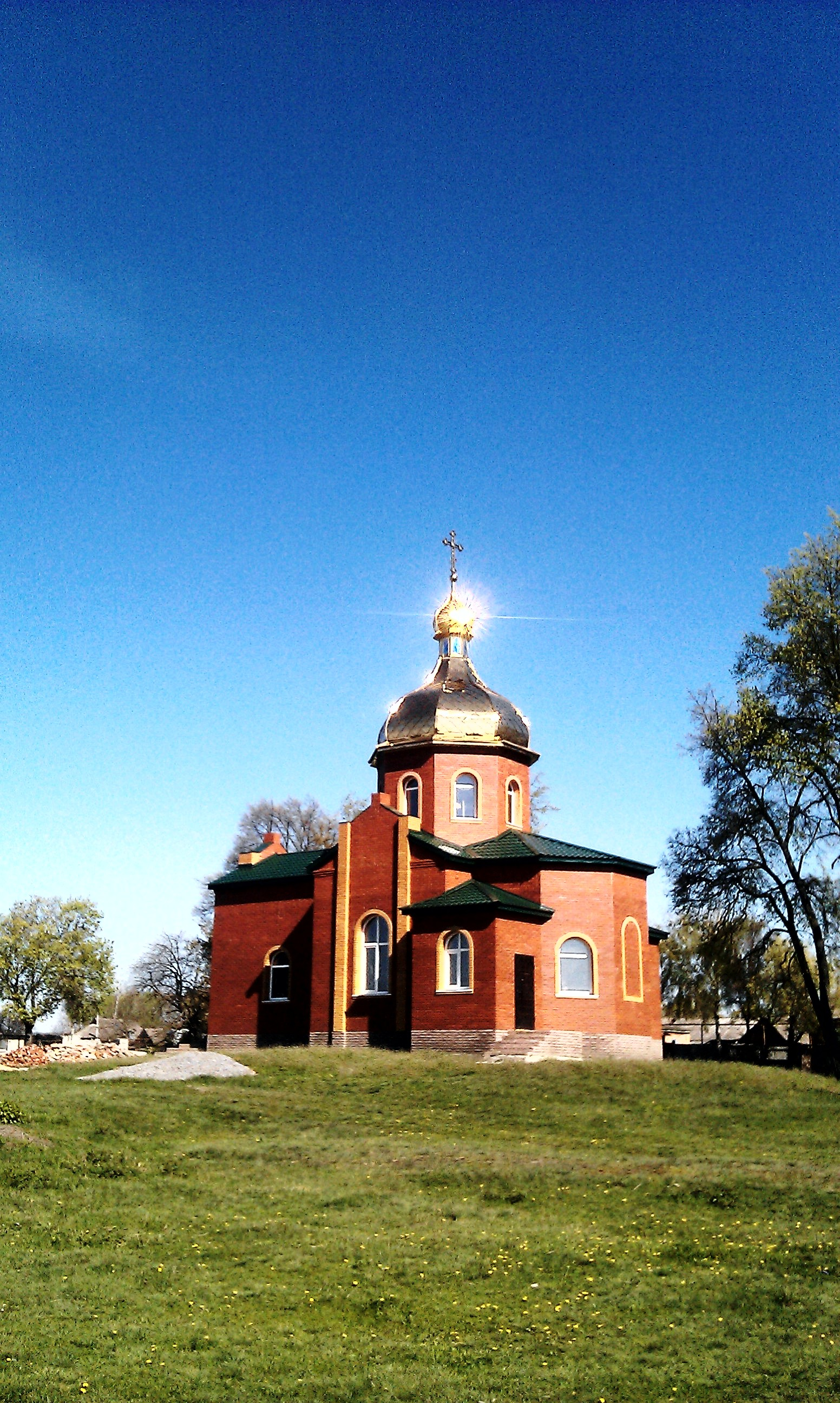
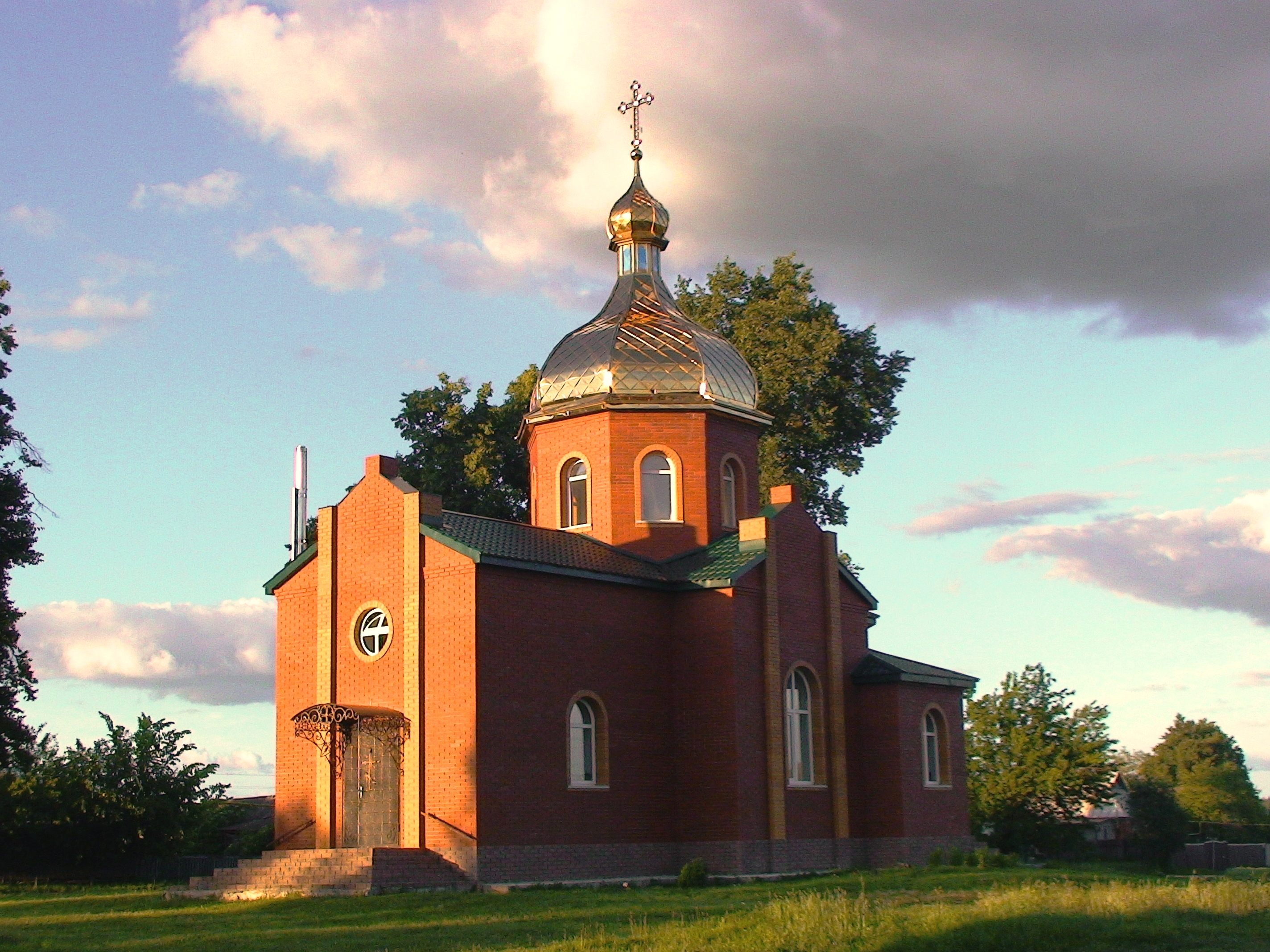
Церковь Св. Михаила
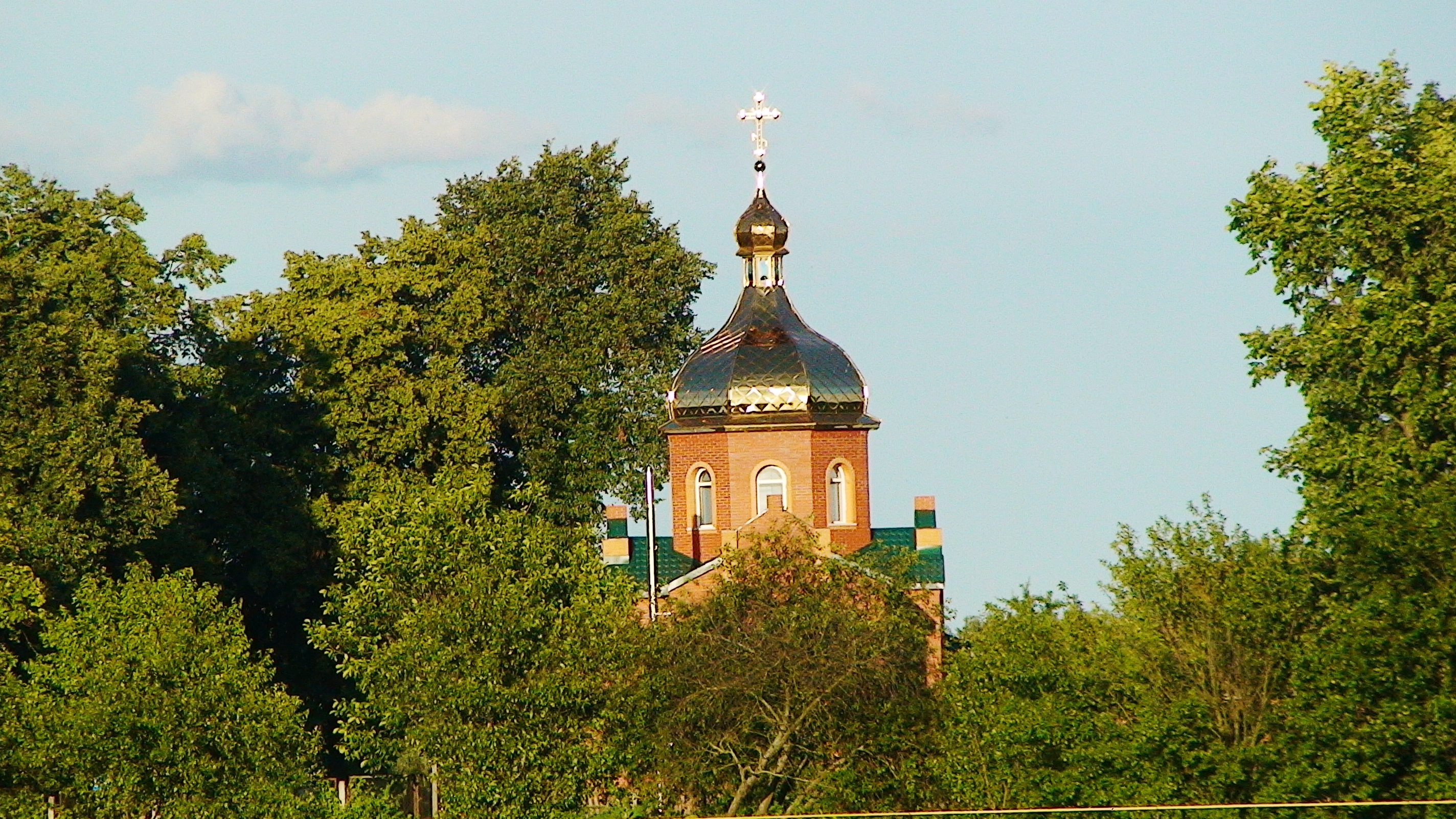
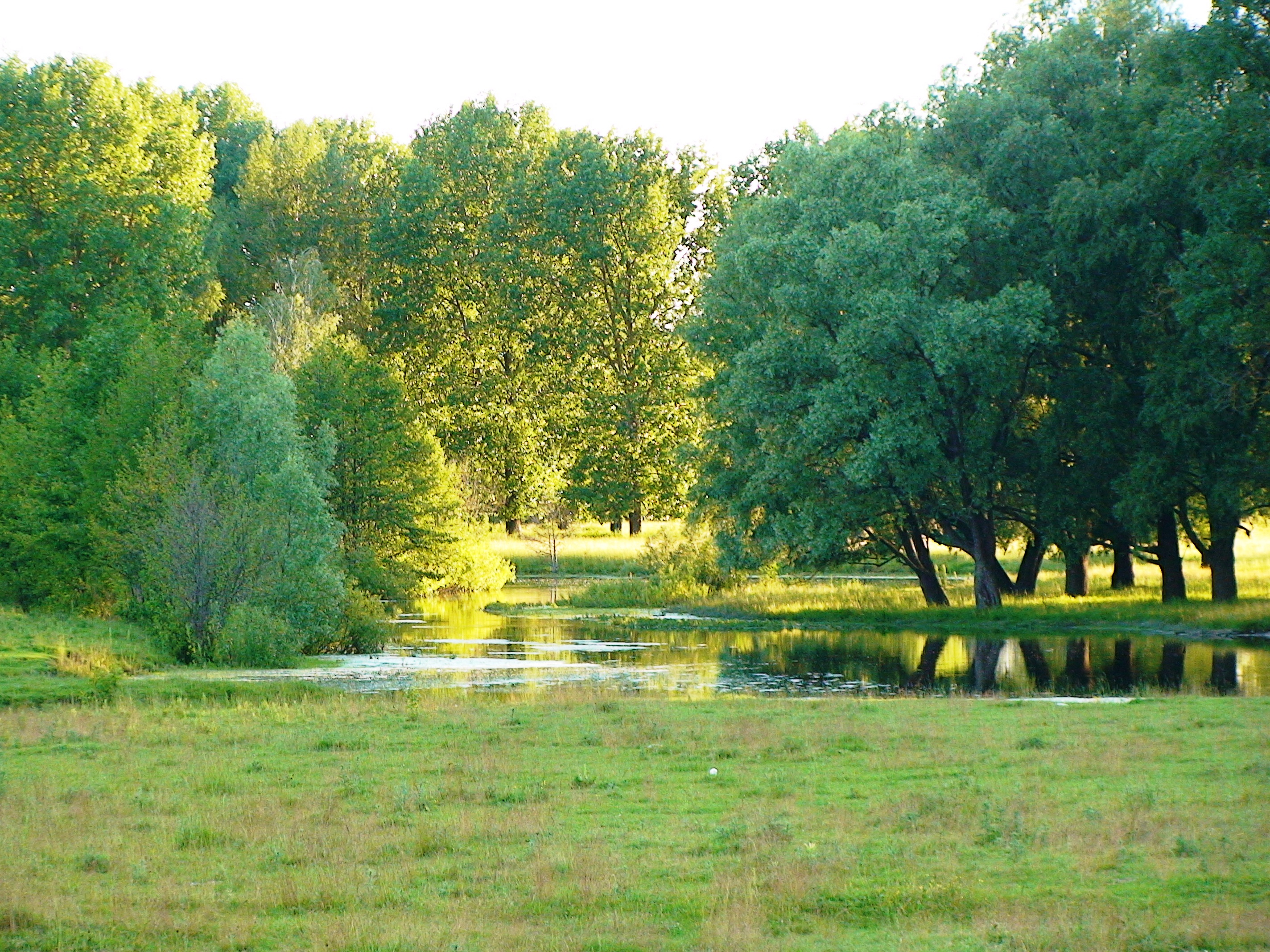
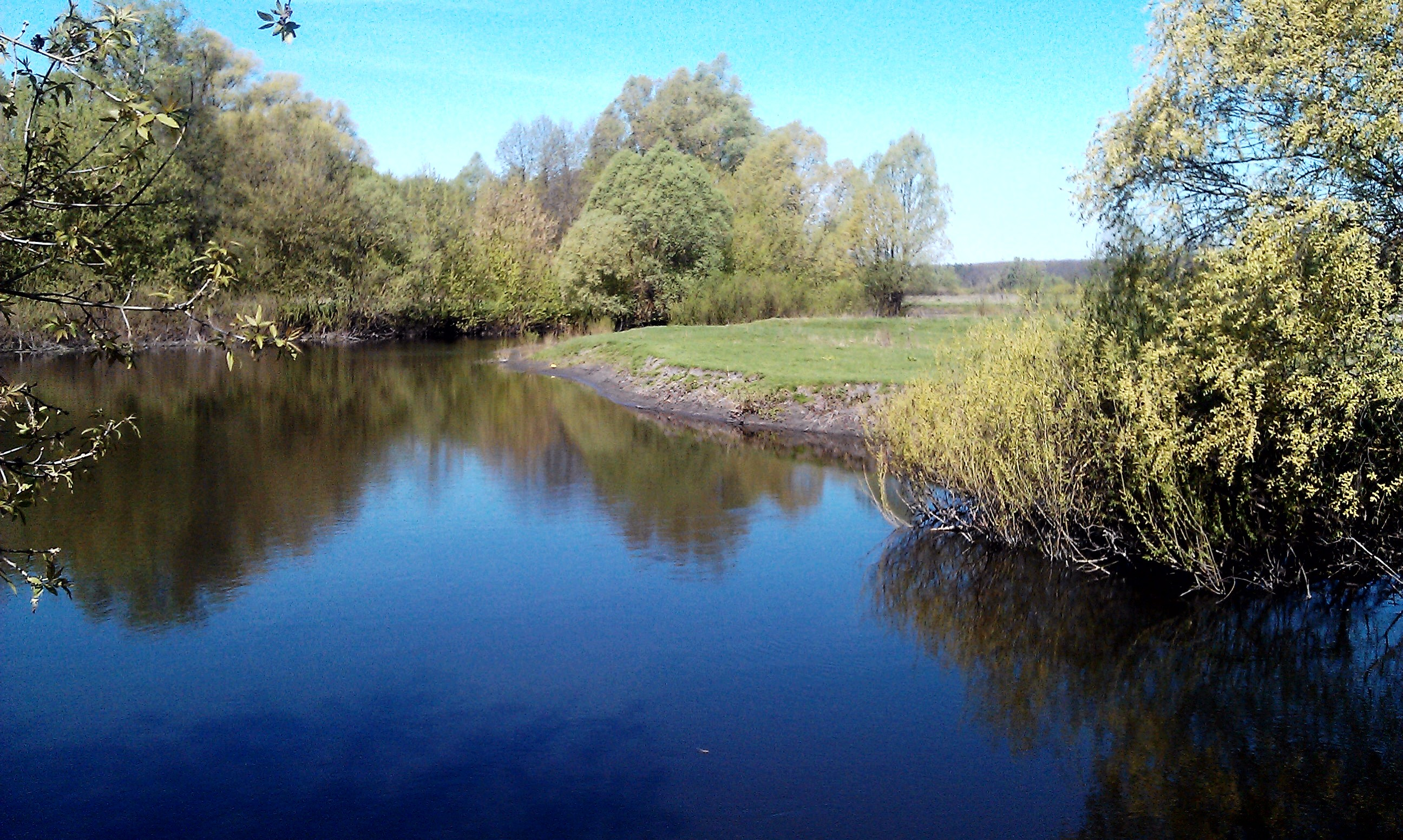
Сула с моста
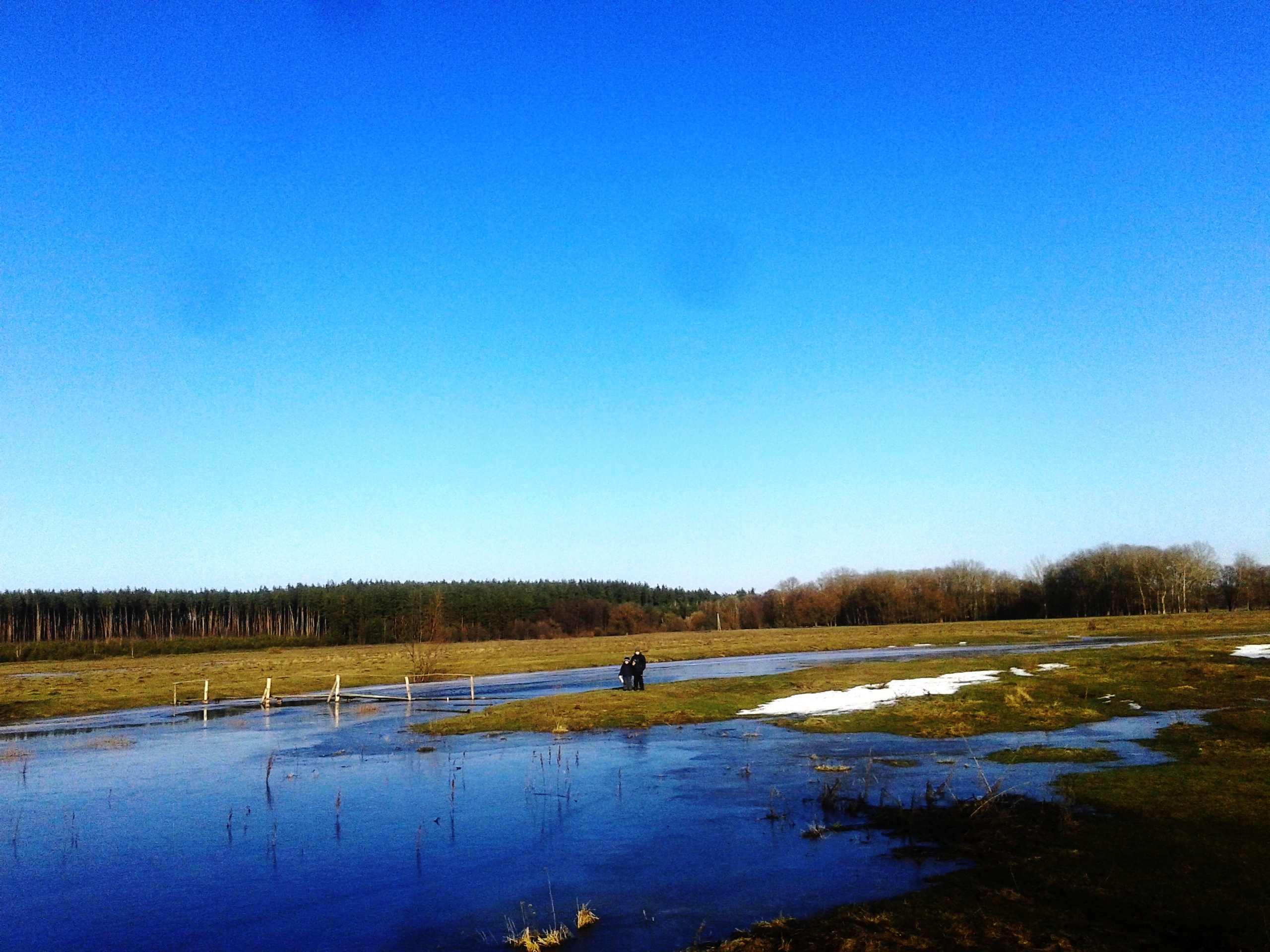
Сула весной 2016 года